# Allium wiedemannianum
Allium wiedemannianum — вид трав'янистих рослин родини амарилісові (Amaryllidaceae), поширений у західній Азії.

## Поширення
Поширений в азійській Туреччині, Лівані, Сирії.